# Slaveri i Indonesien

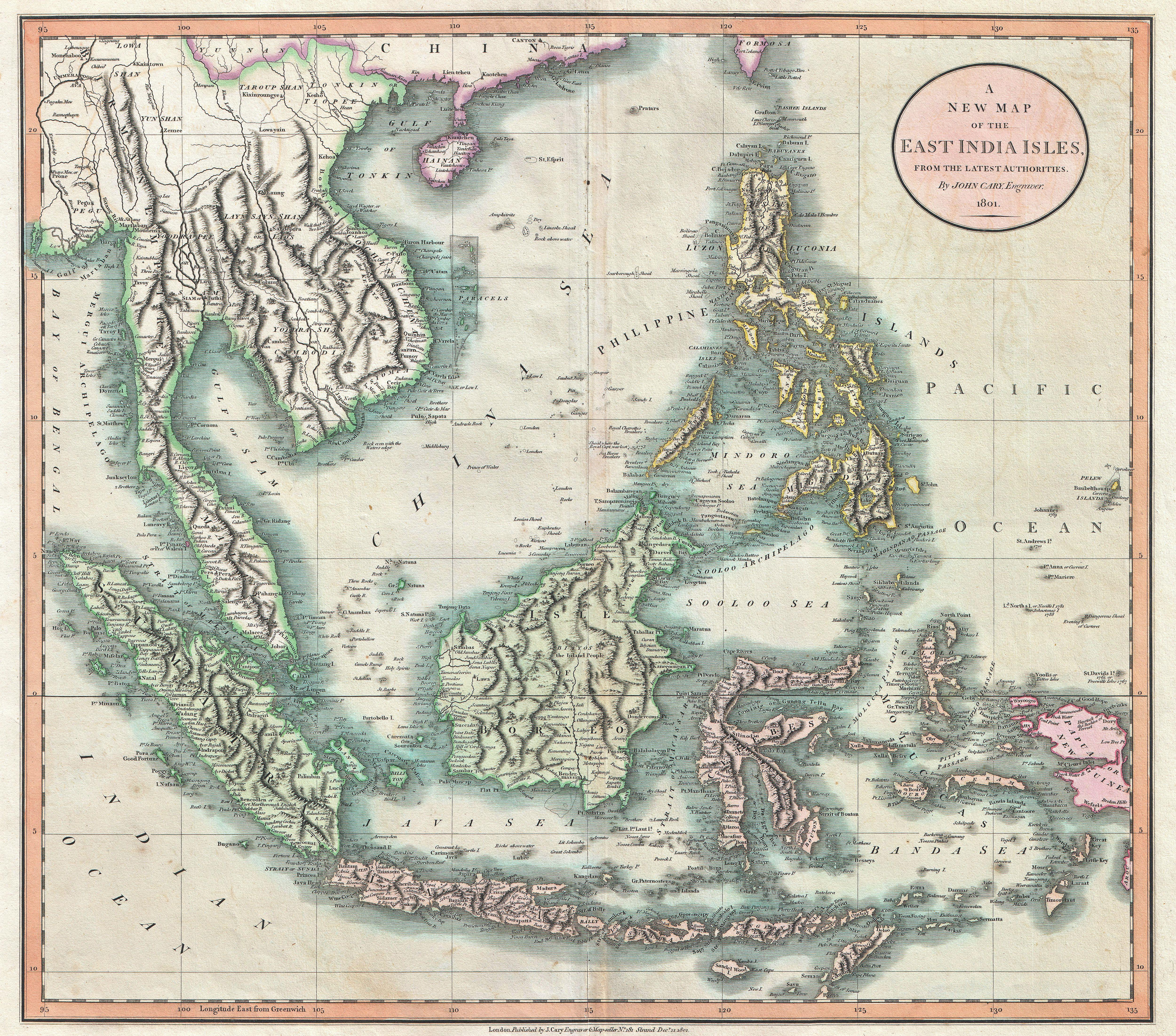
Karta över ostindien och sydostasien (Singapore, Borneo, Sumatra, Java, Filippinerna) från Cary: Geographicus, EastIndies 1801.

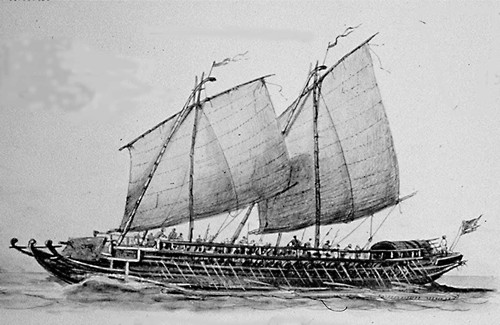
Ett av Iranunfolkets krigsskepp, lanong. Skepp av detta slag användes allmänt för slavräder av piraterna i Suluhavet.

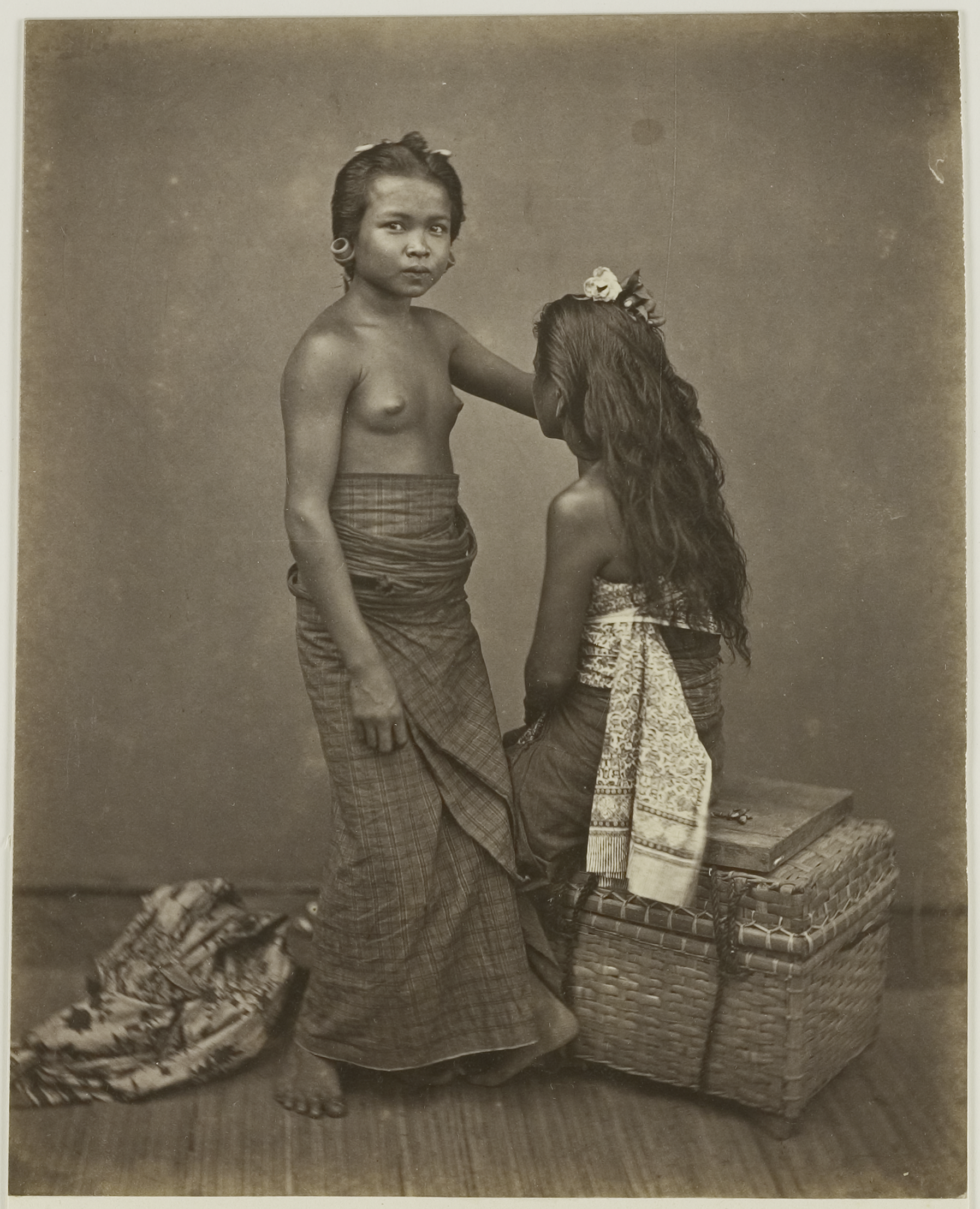
Två av Rajan av Bulelengs slavar, 1865–1870.

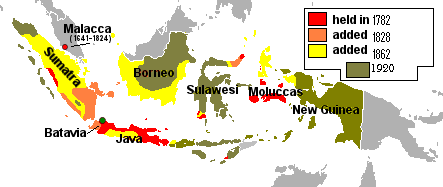
Utvecklingen av nederländska ostindien.

Slaveri förbjöds formellt i det land som skulle bilda det nuvarande Indonesien år 1860, då Indonesien fortfarande var Nederländska Ostindien. Indonesien var politiskt splittrat fram till att det enades under Nederländska Ostindien från 1600-talet, men hade en till vissa delar gemensam historia i frågan om slaveri och slavhandel. 
När Ostindien övergick till Islam under 1400-talet antog de muslimska staternas slaveri liknande karaktär som i den övriga muslimska världen, och icke-muslimska slavar tillfångatogs och såldes av pirater från Suluöarna. 
Nederländska Ostindien förbjöd slaveriet 1860, och när Nederländerna omkring år 1910 hade fått kontrollen över hela övärlden betraktades slaveriet som i princip avskaffat även i praktiken, även om fall av slaveri upptäcktes ännu under 1940-talet.

## Antiken
Härskarna i de indonesiska staterna använde slavar för att bruka den jord de redan hade, vilket var vanligt i Ostindien där det inte rådde brist på jord utan snarare människor och jordbruksarbetare behövdes för att odla redan befintlig jord, och slavar nämns i tempel och palats under medeltiden.
Det uppges att vanliga medborgare ofta ägde slavar, och att rika köpmän kunde äga hundratals. 
På Melaka under 1400-talet nämns förslavade grovarbetare och konkubiner, och skuldslaveriet omnämns.

## Muslimska stater
Islams ankomst förändrade slaveriets karaktär, som organiserades efter islams förhållningsregler. 
Eunucker och konkubiner var vanliga i Mellanöstern till 1900-talet, där sharialagen åtlyddes. Muhammed själv ägde två konkubiner och sharia rättfärdigade seden med mäns rätt till sexuellt umgänge med frasen "dem din högra hand äger", och barnen blev fria så länge fadern erkände faderskapet, varpå deras mor blev fri vid faderns död. Införandet av islam i Ostasien gjorde islamiska regler relevanta även där. 

### Slavhandel
Islam förbjöd förslavandet av muslimer, och icke muslimska områden och människor blev därefter automatiskt de främsta målen för slavhandeln och slavjakt, där pirater från Suluöarna kom att etablera sig som de kanske främsta slavhandlarna i Ostindien. 
Icke-muslimska kinesiska flickor (mui tsai eller anak beli), importerades till Aceh så sent som under mellankrigstiden och importerades även vidare därifrån till Arabiska halvön: för att undvika de holländska myndigheterna kallades dessa köpa för adoptioner.

### Slavmarknad
Även de kungliga hoven i Sydostasien hade harem. Det gällde till exempel Aceh i Iskandar Muda på Sumatra, Mataramsultanatet på Java, Bantensultanatet på Sumatra, Gowasultanatet på Sulawesi, och Brunei. 
Sydostasien tillämpade dock inte sharia fullständigt utan tillämpades parallellt med lokal sedvanelag, och deras harem fick därför en delvis annorlunda karaktär.  
Forskningen har inte uppmärksammat hareminstitutionen i regionen mycket. Eunucker (sida-sida) var inte vanliga i Sydostasien utom i Aceh, som var persiskinfluerat, och där Beaulieu uppgav deras antal till cirka 500 1619-22, tills de plötsligt försvann cirka 1700. 
Vid hovet i Aceh användes också så kallade Nias-danspojkar i åldern 8-12, som användes som sexsslavar så sent som på 1870-talet.
Konkubiner kallades gundik, och till skillnad från hur det var i resten av den muslimska världen, var de inte alltid slavar.  
I Aceh med dess matrilineära seder hade barnet till en slavkonkubin lägre status i generationer, och konkubiner använde därför både preventivmedel och begick barnamord för att undvika det. 
Fria konkubiner hölls i Sumatra så sent som på 1890-talet, vilket var ett brott mot sharialagen. 
På Java fanns seden med fria konkubiner, något som var vanligt hos den javanesiska aristokratin. 
Bantensultanatet tillämpade sharia mer strikt, och tillät därför enbart slavkonkubiner. Banten hämtade konkubiner från de byar som vägrat konvertera till islam och därför hade förslavats: 'those villages which during the period of Islamisation had refused to embrace the new religion, and had thereupon been declared to be slaves'.
Att härstamma från en slav uppfattades som en svår skam. Barnen till fria konkubiner hade lägre status än barnen till hustrur, något som bröt mot sharialagen; prins Dipanagara av Yogyakarta förvägrades till exempel rätten till tronen med hänvisning till att hans mor var konkubin, vilket utlöste stora javakriget 1825-1830. 
Det förekom att muslimska slavkonkubiner såldes till icke-muslimska män, särskilt kineser, vilket också var mot sharia, men var vanligt under 1700-talet.  
I Sulawesi uppges hustrur ha piskat och till och med dödat konkubiner av svartsjuka. Vissa harem uppges ha blivit mycket stora, särskilt Acehs under 1500- och 1600-talet. 
På Borneo uppges konkubiner på 1840-talet ha kunnat äga sina egna slavar.

### Avskaffande
Nederländska Ostindien hade omkring 1910 fått kontrollen över hela Indonesien, vilket officiellt avskaffade slaveriet i hela området.
Exakt när seden med konkubiner upphörde är oklart, men den minskade bland den ledande modernistiska eliten som var påverkad av västerlänningar, som beskrev seden som en av de sedvänjor som bidragit till regionens förfall. 
De lokala härskarna fortsatte ha konkubiner även efter att de blivit vasaller till Nederländerna: i Lampung uppges det ha förekommit ännu under första världskriget. 
I slutet av 1800-talet började malajiska författare kritisera seden med konkubiner och även månggiftet. 
På 1870-talet började konkubiner ifrågasättas i Sydostasien, vilket också var först i den muslimska världen, vilket dock bestreds av Mawlana Sayyid Abul A'la Mawdudi (1903-1979). 
På 1880-talet förbjöd Sayyid 'Uthman b. 'Abdallah b. 'Aqil b. Yahya (1822-1931), utnämnd till Indonesiens mufti av holländarna, seden att köpa minderåriga kinesiska flickor som konkubiner från slavhandlare i Singapore, att endast muslimska flickor i könsmogen ålder kunde användas som konkubiner, och äktenskap med underåriga slavflickor endast var lagliga om de var muslimer och hade sin fars, inte slavhandlarens, tillstånd. 
1922 frågade en insändare den egyptiska tidningen al-Manar om det var legitimt att köpa flickor från kinesiska familjer till konkubiner och fick ett nekande svar av redaktören Rashid Rida.
Haji Umar Said Tjokroaminoto (1882-1934), överhuvud för Indonesiens Sarekat Islam under 1910-talet, publicerade flera artiklar mellan 1921 och 1929 där han fördömde javaneiska adelsmäns sed att kidnappa vackra flickor ur allmänheten och förslava dem som konkubiner.

## Nederländska Ostindien
Holländarna etablerade jordbruk på sin koloni Java, och då det var svårt att få fria inhemska arbetare på de holländska kryddöarna använde de holländska kolonisterna stora mängder slavar som jordbruksarbetare, vilket gjorde holländska Batavia till en av Ostindiens största slavmarknader.
Holländarna förbjöd slavhandeln 1818, och slaveriet i sig år 1863, men det är känt att slavhandel pågick på vissa håll i Ostindien till 1910. 
Slaveriet i Nederländska Ostindien förbjöds formellt 1 januari 1860, men detta omfattade endast de områden som då kontrollerades av Nederländerna, det vill säga främst Java, medan slaveri i praktiken fortsatte i tre fjärdedelar av Indonesien. 
Nederländska koloniala myndigheter hade i praktiken aldrig full kontroll över hela Indonesien, och det är känt att slaveri ännu förekom i vissa delar under 1940-talet.